# Pimporrete
El pimporrete es un salmorejo típico de la cocina cordobesa. Es uno de los únicos salmorejos sin aceite de oliva. Se elabora tan sólo con ajo, miga de pan, tomate triturado y vinagre. Se suele servir en los meses calurosos de verano.